# Dragan Jočić

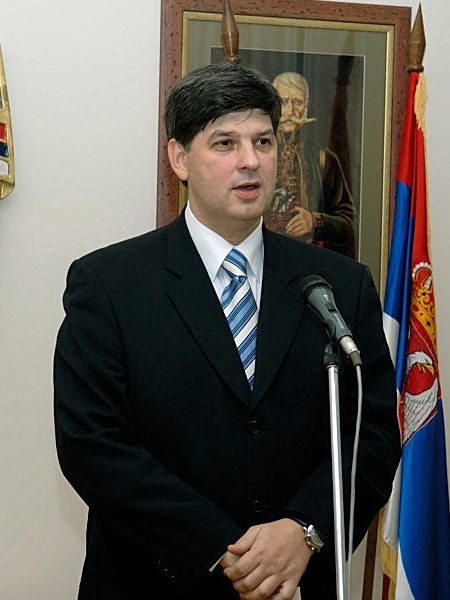
Dragan Jočić

Dragan Jočić (serbisch Драган Јочић; * 1960 in Belgrad, Jugoslawien) ist ein serbischer Politiker und war von 2004 bis 2008 unter Vojislav Koštunica serbischer Innenminister.
Jočić studierte an der Belgrader rechtswissenschaftlichen Fakultät. Er ist Mitglied der demokratischen Partei Serbiens (DSS) seit ihrer Gründung. Jočić ist der Parteivizepräsident und ein Mitglied des Exekutivorgans der Partei. Seit 2000 ist er Abgeordneter im Parlament von Serbien und Stadtratsmitglied von Belgrad.
Bei seiner Ernennung zum Innenminister berichteten die Medien, dass er mit 21 Jahren an einem Kioskeinbruch beteiligt war und dafür sechs Monate im Gefängnis saß. Er bestätigte die Berichte, nannte sie jedoch irrelevant und gab an, dass er jung gewesen war und alle jungen Leute ähnliche Sachen gemacht hätten.